# St. Joseph (Louisiana)
St. Joseph és una població dels Estats Units a l'estat de Louisiana. Segons el cens del 2000 tenia 1.340 habitants.

## Demografia
Segons el cens del 2000, St. Joseph tenia 1.340 habitants, 500 habitatges, i 337 famílies. La densitat de població era de 581,3 habitants/km².
Dels 500 habitatges en un 32,2% hi vivien nens de menys de 18 anys, en un 38,2% hi vivien parelles casades, en un 25% dones solteres, i en un 32,4% no eren unitats familiars. En el 29,2% dels habitatges hi vivien persones soles el 14,4% de les quals corresponia a persones de 65 anys o més que vivien soles. El nombre mitjà de persones vivint en cada habitatge era de 2,64 i el nombre mitjà de persones que vivien en cada família era de 3,29.
Per edats la població es repartia de la següent manera: un 30,5% tenia menys de 18 anys, un 10,4% entre 18 i 24, un 26% entre 25 i 44, un 19,7% de 45 a 60 i un 13,4% 65 anys o més.
L'edat mediana era de 34 anys. Per cada 100 dones de 18 o més anys hi havia 80,4 homes.
La renda mediana per habitatge era de 19.539 $ i la renda mediana per família de 22.935 $. Els homes tenien una renda mediana de 22.321 $ mentre que les dones 15.288 $. La renda per capita de la població era de 9.049 $. Entorn del 33% de les famílies i el 37,8% de la població estaven per davall del llindar de pobresa.

## Poblacions més properes
El següent diagrama mostra les poblacions més properes.